# VR Bank Ihre Heimatbank
Die VR Bank Ihre Heimatbank eG ist eine deutsche Genossenschaftsbank mit Sitz in der thüringischen Stadt Eisenach im Wartburgkreis. Der Verwaltungssitz befindet sich in Gotha im Landkreis Gotha.

## Geschichte
Am 19. Juli 1888 beschloss der Spar- und Vorschussverein zu Kreuzburg eG muH (im heutigen Creuzburg) sein Statut auf der Generalversammlung. Im Jahr 1951 wurde die Landwirtschaftliche Genossenschaft Eisenach GmbH in Eisenach als Rechtsvorgänger der Volksbank und Raiffeisenbank Eisenach eG gegründet.
1990 kam es zur Fusion der Bank für Land- und Nahrungsgüterwirtschaft Eisenach eG mit der Raiffeisenbank und Warengenossenschaft Eisenach eG und somit zur ersten Generalversammlung. Eine außerordentliche weitere Generalversammlung beschloss noch im selben Jahr die Aufspaltung der Raiffeisenbank und Warengenossenschaft Eisenach eG in zwei rechtlich selbständige Unternehmen. Die Raiffeisenbank Eisenach eG entstand.
Ein Jahr darauf entschied die Generalversammlung die Umbenennung der Raiffeisenbank Eisenach eG in die Volksbank und Raiffeisenbank Eisenach eG. Auf der Generalversammlung im Jahr 1992 wurde die Verschmelzung mit der Raiffeisenbank Südringgau eG mit dem Sitz in Herleshausen beschlossen. Diese entstand 1969 durch die Verschmelzung der Raiffeisenkasse eGmbH Herleshausen mit der Raiffeisenkasse Nesselröden eGmbH mit dem Sitz in Nesselröden.
2014 feierte die Volksbank und Raiffeisenbank Eisenach eG ihr 125-jähriges Jubiläum.
Im Jahr 2017 kam es zur Fusion zwischen der Volksbank und Raiffeisenbank Eisenach eG und der Raiffeisenbank Ronshausen-Marksuhl eG mit dem Sitz in Ronshausen zur VR-Bank Eisenach-Ronshausen eG. Weitere Details zur Geschichte der Raiffeisenbank Ronshausen-Marksuhl eG siehe hier.
Die Raiffeisenbank Ronshausen-Marksuhl eG entstand im Jahr 1991 als Raiffeisenbank Ronshausen-Hönebach-Marksuhl eG. durch die Fusion der Raiffeisenbank Marksuhl eG mit dem Sitz in Marksuhl mit der Raiffeisenbank Ronshausen-Hönebach eG mit dem Sitz in Ronshausen und firmierte dann ab dem Jahr 2007 als Raiffeisenbank Ronshausen-Marksuhl eG. Zuvor fusionierte im Jahr 1964 die Raiffeisenkasse Ronshausen eGmbH mit der Raiffeisenkasse Hönebach eGmbH mit dem Sitz in Hönebach zur Raiffeisenkasse Ronshausen-Hönebach eGmbH und anschließend im Jahr 1966 wurde die Raiffeisenkasse Bosserode eGmbH mit dem Sitz in Bosserode aufgenommen.
Schließlich fusionierte im Jahr 2022 die Raiffeisenbank Gotha eG mit dem Sitz in Gotha mit der VR-Bank Eisenach-Ronshausen eG und es entstand die VR Bank Ihre Heimatbank eG.

## Rechtsverhältnisse
Die VR Bank Ihre Heimatbank eG ist im Genossenschaftsregister beim Amtsgericht Jena unter GnR 400008 eingetragen.

## Organisationsstruktur
Rechtsgrundlagen sind das Genossenschaftsgesetz und die durch die Generalversammlung beschlossene Satzung. Organe der Bank sind der Vorstand, der Aufsichtsrat und die Generalversammlung. Der Vorstand besteht aus zwei Mitgliedern, die vom Aufsichtsrat bestellt wurden. Der Aufsichtsrat wird von der Generalversammlung gewählt. Die Generalversammlung der Mitglieder ist das zentrale Willensbildungsorgan der Bank.

## Sicherungseinrichtung
Die VR Bank Ihre Heimatbank eG ist der amtlich anerkannten Sicherungseinrichtung des Bundesverbandes der Deutschen Volksbanken und Raiffeisenbanken GmbH und der zusätzlichen freiwilligen Sicherungseinrichtung des Bundesverbandes der Deutschen Volksbanken und Raiffeisenbanken e.V. angeschlossen.

## Geschäftsausrichtung
Die VR Bank Ihre Heimatbank eG betreibt das Universalbankgeschäft und ist Teil der Genossenschaftlichen FinanzGruppe Volksbanken Raiffeisenbanken. Im Verbundgeschäft arbeitet sie mit der DZ Bank, R+V Versicherung, Bausparkasse Schwäbisch Hall, Teambank, DZ Privatbank, Münchner Hyp, VR Smart Finanz, DZ Hyp und der Union Investment zusammen.

## Geschäftsgebiet
Das Geschäftsgebiet umfasst Teile des Wartburgkreises und des Landkreises Gotha in Thüringen sowie Teile der Landkreise Hersfeld-Rotenburg und Werra-Meißner in Hessen.
An diesen Orten betreibt die Bank personenbesetzte Filialen:
- Eisenach (Hauptstelle, jur. Sitz + 1 SB-Geschäftsstelle)
- Gotha (Geschäftsstelle)
- Ronshausen (Geschäftsstelle)
- Gerstungen (Geschäftsstelle)
- Berka/Werra (Geschäftsstelle)
- Herleshausen (Geschäftsstelle)
- Mihla (Geschäftsstelle)
- Wutha-Farnroda (Geschäftsstelle)
- Sonneborn (Geschäftsstelle)
- Drei Gleichen (Geschäftsstelle)

Daneben wird noch eine Mobile Geschäftsstelle unterhalten, die weitere Gemeinden im wöchentlichen Rhythmus anfährt.